# Wapen van Huins

Wapen van Huins

Het wapen van Huins is het dorpswapen van het Nederlandse dorp Huins, in de Friese gemeente Leeuwarden. Het wapen werd in 2001 geregistreerd.

## Beschrijving
De blazoenering van het wapen in het Fries luidt als volgt:
yn sulver twa lizzende reade stiennen, neist inoar pleatst, boppe en ûnder beselskippe fan in reade dakpanne; in griene skyldseame, belein mei seis sulveren klavers, pleatst 3:2:1.
De Nederlandse vertaling luidt als volgt: 
in zilver twee liggende rode stenen, naast elkaar geplaatst, boven en onder vergezeld van een rode dakpan; een groene schildzoom, belegd met zes zilveren klavers, geplaatst 3:2:1.
De heraldische kleuren zijn: zilver (zilver), keel (rood) en sinopel (groen).

## Symboliek
- Schildzoom met klavers: verwijst naar het agrarische karakter en de weilanden van het dorp.[2]
- Stenen en dakpannen: symbolen voor de steenfabriek die gelegen was aan de Bolswardertrekvaart. De brug over de Bolswardertrekvaart heet dan ook de Panwerksbrug.[2]

## Zie ook

Vlag van Huins en Lions